# Mistrovství Evropy v judu 2016 – muži – superlehká váha (-60 kg)
Zápasy v judu na mistrovství Evropy v kategorii superlehkých vah mužů proběhly v Kazani, 21. dubna 2016.

## Finále
| finále         |              |
| -------------- | ------------ |
| Orchan Safarov | Walide Khyar |
| Walide Khyar   | Walide Khyar |

## Opravy / O bronz
Poražení čtvrtfinalisté se utkávají mezi sebou v opravách. Vítězové oprav následně vyzvou poražené semifinalisty v boji o bronzovou medaili.
| opravy             | o bronz            |                |
| ------------------ | ------------------ | -------------- |
| Jeroen Mooren      | Ovanes Davtjan     | Ovanes Davtjan |
| Ovanes Davtjan     | Ovanes Davtjan     | Ovanes Davtjan |
|                    | Bekir Özlü         | Ovanes Davtjan |
| Amiran Papinašvili | Amiran Papinašvili | Elios Manzi    |
| Ilgar Muškijev     | Amiran Papinašvili | Elios Manzi    |
|                    | Elios Manzi        | Elios Manzi    |

## Pavouk
|   | 1/32               | 1/16               | čtvrtfinále        | semifinále     | finále         |
| - | ------------------ | ------------------ | ------------------ | -------------- | -------------- |
| A | volný los          | Orchan Safarov     | Orchan Safarov     | Orchan Safarov | Orchan Safarov |
| A | volný los          | Orchan Safarov     | Orchan Safarov     | Orchan Safarov | Orchan Safarov |
| A | Tom Schmit         | Arif Bagirov       | Orchan Safarov     | Orchan Safarov | Orchan Safarov |
| A | Arif Bagirov       | Arif Bagirov       | Orchan Safarov     | Orchan Safarov | Orchan Safarov |
| A | Jeroen Mooren      | Jeroen Mooren      | Jeroen Mooren      | Orchan Safarov | Orchan Safarov |
| A | Denys Biličenko    | Jeroen Mooren      | Jeroen Mooren      | Orchan Safarov | Orchan Safarov |
| A | Senne Wyns         | Nuno Carvalho      | Jeroen Mooren      | Orchan Safarov | Orchan Safarov |
| A | Nuno Carvalho      | Nuno Carvalho      | Jeroen Mooren      | Orchan Safarov | Orchan Safarov |
| B | Vincent Limare     | Vincent Limare     | Elios Manzi        | Elios Manzi    | Orchan Safarov |
| B | Ahmet Şahin Kaba   | Vincent Limare     | Elios Manzi        | Elios Manzi    | Orchan Safarov |
| B | Yann Siccardi      | Elios Manzi        | Elios Manzi        | Elios Manzi    | Orchan Safarov |
| B | Elios Manzi        | Elios Manzi        | Elios Manzi        | Elios Manzi    | Orchan Safarov |
| B | Ovanes Davtjan     | Ovanes Davtjan     | Ovanes Davtjan     | Elios Manzi    | Orchan Safarov |
| B | Ludwig Paischer    | Ovanes Davtjan     | Ovanes Davtjan     | Elios Manzi    | Orchan Safarov |
| B | Andrej Klokov      | Pavel Petřikov ml. | Ovanes Davtjan     | Elios Manzi    | Orchan Safarov |
| B | Pavel Petřikov ml. | Pavel Petřikov ml. | Ovanes Davtjan     | Elios Manzi    | Orchan Safarov |
| C | volný los          | Amiran Papinašvili | Amiran Papinašvili | Walide Khyar   | Walide Khyar   |
| C | volný los          | Amiran Papinašvili | Amiran Papinašvili | Walide Khyar   | Walide Khyar   |
| C | Matjaž Trbovc      | Juho Reinvall      | Amiran Papinašvili | Walide Khyar   | Walide Khyar   |
| C | Juho Reinvall      | Juho Reinvall      | Amiran Papinašvili | Walide Khyar   | Walide Khyar   |
| C | Ashley McKenzie    | Ashley McKenzie    | Walide Khyar       | Walide Khyar   | Walide Khyar   |
| C | Indrit Culhaj      | Ashley McKenzie    | Walide Khyar       | Walide Khyar   | Walide Khyar   |
| C | Walide Khyar       | Walide Khyar       | Walide Khyar       | Walide Khyar   | Walide Khyar   |
| C | Carmine Di Loreto  | Walide Khyar       | Walide Khyar       | Walide Khyar   | Walide Khyar   |
| D | Ilgar Muškijev     | Ilgar Muškijev     | Ilgar Muškijev     | Bekir Özlü     | Walide Khyar   |
| D | Goncalo Mansinho   | Ilgar Muškijev     | Ilgar Muškijev     | Bekir Özlü     | Walide Khyar   |
| D | Tommy Aršanský     | Tommy Aršanský     | Ilgar Muškijev     | Bekir Özlü     | Walide Khyar   |
| D | Francisco Garrigos | Tommy Aršanský     | Ilgar Muškijev     | Bekir Özlü     | Walide Khyar   |
| D | Bekir Özlü         | Bekir Özlü         | Bekir Özlü         | Bekir Özlü     | Walide Khyar   |
| D | Garik Arutjunjan   | Bekir Özlü         | Bekir Özlü         | Bekir Özlü     | Walide Khyar   |
| D | Ludovic Chammartin | Janislav Gerčev    | Bekir Özlü         | Bekir Özlü     | Walide Khyar   |
| D | Janislav Gerčev    | Janislav Gerčev    | Bekir Özlü         | Bekir Özlü     | Walide Khyar   |